# Dolany nad Vltavou
Dolany nad Vltavou è un comune della Repubblica Ceca facente parte del distretto di Mělník, in Boemia Centrale.